# Andreea Aanei
Andreea Aanei, née le 18 novembre 1993, est une haltérophile roumaine.

## Palmarès

### Championnats d'Europe
- 2018 à Bucarest
  -  Médaille de bronze en plus de 90 kg
- 2015 à Tbilissi
  -  Médaille de bronze en plus de 75 kg.
- 2014 à Tel Aviv
  -  Médaille de bronze en plus de 75 kg.